# 士別市立士別西小学校
士別市立士別西小学校（しべつしりつしべつにししょうがっこう）は、北海道士別市西四条九丁目にあった公立学校。2018年度をもって士別市立士別小学校と士別市立士別南小学校に統合され、閉校した。

## 沿革
- 1978年4月1日 - 士別西小学校開校[1]。
- 1989年4月1日 - 西士別小学校統合[1]。
- 2019年3月31日 - 士別小学校・士別南小学校に統合閉校[1]。

## 進学先中学校
- 士別市立士別中学校
- 士別市立士別南中学校